# Oberförsterei Alytus
Die Oberförsterei  Alytus (lit. Alytaus miškų urėdija) ist eine Oberförsterei in der litauischen Rajongemeinde Alytus. Das Waldareal umfasst 32 100 ha; davon machen die staatlichen Wälder 16 661 Hektar aus, andere Areale sind im Privatbesitz. 
Im Territorium des Forstamtes befindet sich der Nationalpark Dzūkija, der Regionalpark Meteliai, im Westen ein Biosphärenreservat (Žuvintas), im Norden der Memelschleifenregionalpark und im Osten der Regionalpark Aukštadvaris. Im  Pinienwald Punia stehen die höchsten Kiefern Litauens. Das Alter einiger Eichen beträgt etwas mehr als 400 Jahre. Unter der Leitung des Oberförsters von Alytus, Vytautas Zelenius, arbeiten 56 Mitarbeiter in fünf Förstereien. Zur Tierwelt in den Wäldern gehören 42 Damhirsche (darunter 11 Männchen), 107 Rothirsche (darunter 20 Männchen), 31 Rehe (davon 9 Männchen) und 73 Wildschweine.

## Geschichte
1919 wurde die Oberförsterei Alytus  mit vier Förstereien (Nemunaitis, Alytus, Seirijai, Kalniškiai)  mit 15.131 ha Waldfläche  gegründet. Von 1926 bis 1927 organisierte man Kurse für Förster. 
1927 wurden die höhere Forstschule Alytus  auf Initiative des Professors Antanas Rukuiža, die Bildungsoberförsterei Alytus und die Forstbaumschule gegründet. 1934 wurde die Forstschule vom Bildungsforstbetrieb getrennt.   1945 wurden die Oberförstereien Alytus, Dzūkai, teilweise  Varėna (Daugai) integriert und der  Forstindustriebetrieb Alytus (Alytaus miško pramonės ūkis) unter der Leitung von  B. Misiūnas und H. Petrauskas gegründet. Der Betrieb unterstand dem Forstindustrie-Třešť in Kaunas. 1947 wurde der Forstwirtschaftsbetrieb  Alytus (Alytaus miškų ūkis) mit 57.000 ha Waldfläche  gegründet.  1959 gab es 12 Förstereien. Seit 1979 gibt es das Waldmuseum Punia. 1991 wurde der Forstwirtschaftsbetrieb zur Oberförsterei.

## Förstereien
- Dušnionys:  Amtsbezirk Nemunaitis,  Mančiūnai
- Dzirmiškiai: Amtsbezirk Miroslavas, Revai
- Kalesnykai: Amtsbezirk Alovė, Kalesninkai
- Punia: Amtsbezirk Alytus, Panemuninkai
- Sudvajai: Amtsbezirk Nemunaitis, Gečialaukis